# Jacob Willemsz Delff
Jacob Willemsz Delff (né en 1550 à Gouda et mort le 5 mai 1601 à Delft)  est un peintre néerlandais. Il est notable par ses portraits.